# Albert Hague
Albert Hague (nascut Albert Marcuse, Berlín, Alemanya, 13 d'octubre de 1920 – Marina del Rey, Califòrnia, 12 de novembre de 2001) fou un compositor de cançons i actor alemany-americà.

## Primers anys de vida
La Haia va néixer a una família jueva a Berlín, Alemanya. El seu pare, Harry Marcuse, era psiquiatre i prodigi musical, i la seva mare, Mimi (née Heller), campiona d'escacs. La seva família considerava el seu patrimoni jueu una càrrega i el va criar com a luterani (tot i que després abraçaria el seu patrimoni jueu després de traslladar-se als Estats Units). Poc abans de la data en què anava a entrar a les Joventuts Hitlerianes, ell i la seva mare van fugir a Roma. Hague va anar a Amèrica el 1939 després que la seva germana, que vivia a Ohio, li va obtenir una beca musical a la Universitat de Cincinnati. Tot i això, com que no tenia status d'immigració legal per estar al país, el va adoptar un cirurgià associat a la universitat. Després de llicenciar-se en 1942, va exercir a la banda de serveis especials de l'exèrcit dels Estats Units durant la Segona Guerra Mundial.

## Carrera
Els musicals de Hague inclouen Plain and Fancy (1955), Redhead (1959), Cafe Crown (1964), i The Fig Leaves Are Falling (1969, amb lletra d'Allan Sherman).
Les cançons famoses que va escriure inclouen "Young and Foolish", "Look Who is in Love" i "Did I ever Really Live?". Va ser el compositor de l'especial de dibuixos animats musical de TV, How the Grinch Stole Christmas (1985) i algunes cançons de la versió musical del 2000. També va ser actor, sobretot a la sèrie de televisió Fame, on va interpretar a Benjamin Shorofsky, el professor de música. Va ser una paper que va originar a la pel·lícula amb el mateix nom. Hague també va tenir un petit paper a la pel·lícula Space Jam (1996), com el psiquiatre al qual acudeixen els jugadors de bàsquet professional quan perden la seva "habilitat".
Hague i la seva dona Renee presentaven ocasionalment un acte de cabaret, primer com "Hague and Hague: Hit Hits and His Mrs." (Hague i Hague: els seus èxist i la seva senyora) i més tard, el 1998, amb el títol "Still Young and Foolish" (encara jove i ingenu). Van tocar al Carnegie Hall, al Cinegrill de Los Angeles i a Eighty Eight's a Manhattan.
Hague va ser membre de The Lambs on sovint ensenyava teatre musical als membres.

## Vida personal i mort
La seva dona, Renee Orin, una actriu i cantant, amb qui va col·laborar sovint, va morir, als 73 anys, l'agost del 2000 per limfoma. Havien estat casats des de 1951. Van tenir dos fills. Albert Hague va morir als 81 anys de càncer en un hospital de Marina del Rey, Califòrnia el novembre de 2001.

## Filmografia
| Pel·lícula | Pel·lícula          | Pel·lícula          | Pel·lícula                       |
| Curs       | Títol               | Paper               | Notes                            |
| ---------- | ------------------- | ------------------- | -------------------------------- |
| 1980       | Fame                | Professor Shorofsky |                                  |
| 1983       | Nightmares          | Mel Keefer          | (segment "Night of the Rat")     |
| 1996       | Space Jam           | Psiquiatre          |                                  |
| 1996       | Playing Dangerous 2 | Professor Agranoff  |                                  |
| 1999       | La nostra història  | Siegler             | (darrer paper en una pel·lícula) |